# فهرست تفنگ‌ها

## تفنگ سرپر
- تفنگ فتیله‌ای
- تفنگ چرخدنده‌ای
- تفنگ چخماقی
- تفنگ چاشنی‌دار
- تفنگ سرپر کوسه

## تفنگ تک‌تیرانداز
- دراگونوف (دراگانوف)
- سلاح دورزن تروولو (Truvelo)
- سلاح دور زنHecate
- KSVK12.7
- اسنایپرx

## تفنگ گلوله‌زنی
- برنو (تفنگ ماوزر ۹۸ که کارخانه برنو چکسلواکی آن را ساخت و به همین نام در ایران معروف شد)
- کلاشنیکف
- ماوزر ترکی
- کارکانو ایتالیایی
- ام-۱۶
- ام-۴
- ژ-۳
- وینچستر ۲۷۰
- لبل
- موزین ناگان (پنج‌تیر روسی)
- آریساکا
- ورندل
- لینفیلد (ده‌تیر انگلیسی)
- کارکانو (شش‌تیر ایتالیایی)
- ام۱
- موزر (کارابین 98)
- نخجیر ۳ (تفنگ گلوله زنی ساخت ایران با استفاده از قطعات تفنگ برنو)

## تفنگ ساچمه‌زنی
- پنج‌تیر پران
- براونینگ
- نخجیر ۱ (تفنگ ساچمه‌زنی تک لول ساخت ایران)
- نخجیر ۲ (تفنگ ساچمه‌زنی دو لول بغل هم ساخت ایران)
- تفنگ شاهین (تفنگ ساچمه‌زنی دو لول روی هم ساخت ایران)
- تفنگ صیاد ۲ (تفنگ ساچمه‌زنی پنج تیر دستکش ساخت ایران)
- بنلی ام۱ سوپر ۹۰

## تفنگ بادی
- فنر پیستون (فنری)97  diana 52- diana 35 - diana 54 -diana56- diana460- diana350 magnum - Weihrauch 80 - Weihrauch و...
- نیترو پیستون 90 benjamin np - Weihrauch و...
- پی سی پی    hatsan at44- diana p1000 - Weihrauch100 - kral pro- evanix ar6 - airforce condor-airarms s510 و...

## ساچمه تفنگ بادی
- انواع ساچمه‌های تفنگ بادی

## دیگر تفنگ‌ها
تفنگ پینتبال